# Takeshi Oka
Takeshi Oka (10 de junio de 1932) es un químico y astrónomo japonés, descubridor del espectro del hidrógeno molecular protonado y uno de los padres de la astroquímica.

## Biografía
Takeshi Oka nace en Tokio (Japón). Se doctora en astronomía en la Universidad de Tokio en 1960. Investiga en varios centros japonese y canadienses hasta que en 1981 se integra en la Universidad de Chicago como profesor de química, astronomía y astrofísica. Desde 1993 colabora con el Instituto Enrico Fermi.
En 1980, descubre mediante la técnica de detección por modulación de frecuencia el espectro del hidrógeno molecular protonado. Este ion es básico para la composición química en fase gaseosa del medio interestelar; sin ellos, sería inviable la evolución química de los astros y demás cuerpos celestes. Oka, junto a Thomas Geballe estuvieron rastreando el universo hasta encontrar este ion en el espacio y en 1996 lo hallaron en varias nubes interestelares. Para ello, utilizaron el telescopio infrarrojo UKIRT, en el Observatorio Mauna Kea en Hawái (Estados Unidos). Más adelante, descubrieron este ion en nubes difusas.
Con el descubrimiento de este ion, Takeshi Oka se convierte en uno de los padres de la Astroquímica, la disciplina que estudia la composición química de los astros y demás cuerpos interestelares, así como ahonda en el estudio del origen y evolución del cosmos.
En 2005, le concedieron la Medalla Davy.